# 裴向
裴向（751年—830年10月7日）字傃仁，唐朝绛州闻喜人，裴遵庆之子。
年轻时以门荫官至太子司议郎。建中初年，李纾为同州刺史，表奏裴向署判官为从事。朱泚反唐，李怀光又在河中反叛，派他的部将赵贵先在同州筑垒，李纾逃到奉天，裴向领州务。赵贵先胁迫县尉林宝督促民夫筑城，没有按期完成，将要斩杀他，官民百姓逃走。裴向至赵贵先军营，以顺逆的道理责备他，赵贵先感悟，于是降唐，所以同州没有失陷。裴向于是知名。官至京兆府户曹，转任栎阳、渭南县令，政绩第一，朝廷擢升他为户部员外郎。唐德宗末年，天下方镇的副使多选于朝中，防备一日有变，于是就转正为节度使。裴向被任命为太原少尹，唐德宗召见他，再任命为行军司马、兼御史中丞，改任汾州刺史，转任郑州刺史。又再为太原少尹，兼河东节度副使。改任晋州刺史，充本州防御使，转任虢州刺史。入朝为京兆少尹，元和七年（812年）十二月十三，以裴向为同州刺史，充本州防御使。再入朝为大理寺卿，出任陕虢都防御、观察使。三年后，拜左散骑常侍，自常侍再为大理卿。裴向是名相之子，谨守门风。任官仁智推爱，利及于人。至此年老，朝廷优异，让他以吏部尚书致仕，居家新昌里第。家族内外支属百余人，裴向所得俸禄，周济族中疾苦不能之人，世称孝睦。大和四年九月十七（830年10月7日），裴向去世，年八十岁。赠太子少保。其子裴寅，字子敬，御史大夫。裴寅子裴格；裴樞，字化聖。